# Ptilium crista-castrensis
Ptilium crista-castrensis là một loài Rêu trong họ Hypnaceae. Loài này được (Hedw.) De Not. miêu tả khoa học đầu tiên năm 1867.

## Hình ảnh

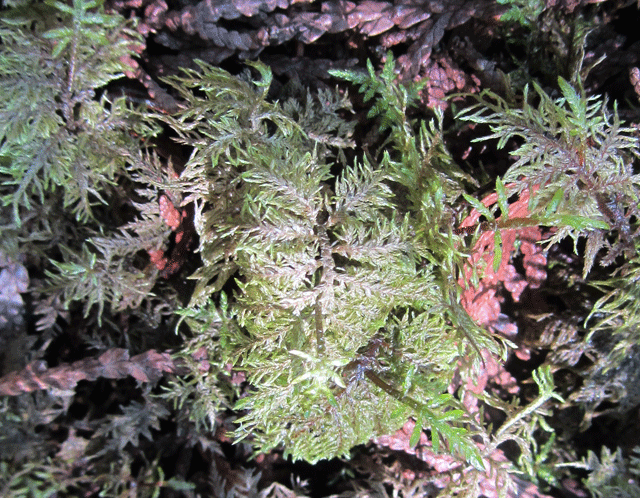
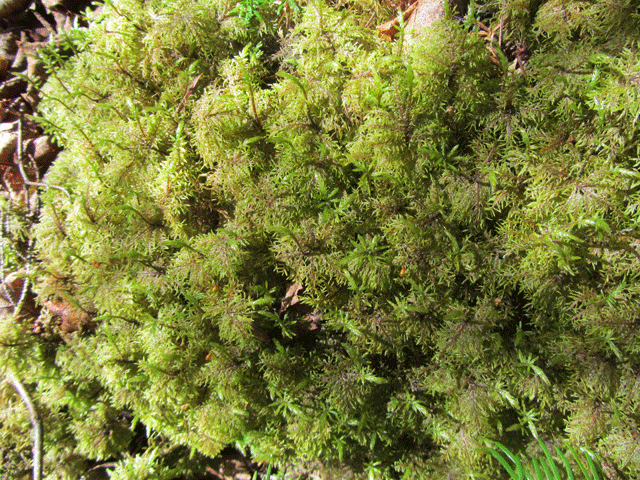
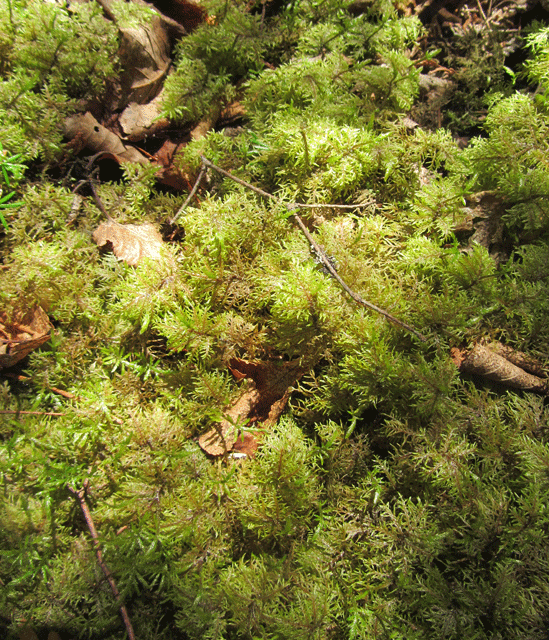
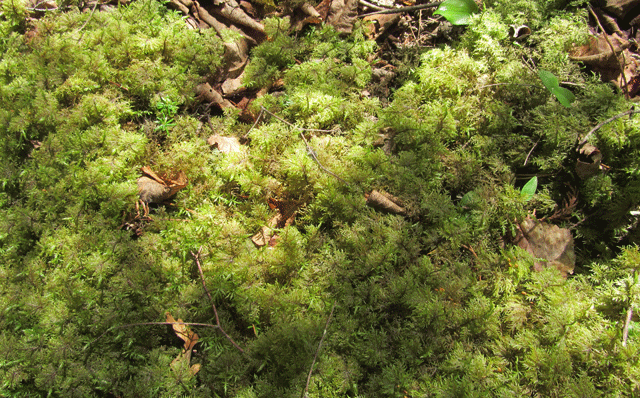